# Hjärtaredsjön
Hjärtaredsjön (även Hjärtaredssjön) är en sjö i Falkenbergs kommun i Halland och ingår i Ätrans huvudavrinningsområde. Sjön har en area på 1,37 kvadratkilometer och ligger 72,3 meter över havet. Sjön avvattnas av vattendraget Hjärtaredån.
Hjärtaredsjön är belägen mellan Ullared och Källsjö. Vägen mellan de båda orterna lämnar länsväg 153 cirka 3 kilometer väster om Ullared och följer sjöns östra sida med god utblick över densamma. Sjön är av intresse för sportfisket.
C. M. Rosenberg skriver 1882 i Geografiskt-Statistiskt Handlexikon öfver Sverige: "Hjertared i Hallands län. Byar i Ullareds socken, Faurås härad: Öfre Hjertared och Yttre Hjertared, den förre vid Hjertaredssjön, som genom en kort å afrinner söderut till Högvadsån."

## Delavrinningsområde
Hjärtaredsjön ingår i delavrinningsområde (634257-131089) som SMHI kallar för Utloppet av Hjärtaredsjön. Medelhöjden är 101 meter över havet och ytan är 9,04 kvadratkilometer. Räknas de 8 avrinningsområdena uppströms in blir den ackumulerade arean 106,68 kvadratkilometer. Hjärtaredån som avvattnar avrinningsområdet har biflödesordning 3, vilket innebär att vattnet flödar genom totalt 3 vattendrag innan det når havet efter 48 kilometer. Avrinningsområdet består mestadels av skog (70 %) och jordbruk (10 %). Avrinningsområdet har 1,32 kvadratkilometer vattenytor vilket ger det en sjöprocent på 14,5 %.

## Fisk
Vid provfiske har följande fisk fångats i sjön:
- Abborre
- Gädda
- Mört
- Sik
- Siklöja
- Sutare